# Amazing Grace (film, 2006)
Pour les articles homonymes, voir Amazing Grace (homonymie).
Pour plus de détails, voir Fiche technique et Distribution.
Amazing Grace est un film réalisé par Michael Apted en 2006. Son titre vient d'un célèbre chant religieux anglican, que composa le capitaine de marine négrier John Newton lorsqu'il fut touché par la grâce en 1748 à la suite d'une tempête où il crut périr. Il abandonna alors la traite des esclaves noirs, devint prêtre anglican et partisan de l'abolition de l'esclavage. Il devint ami du membre du Parlement (député) William Wilberforce, dont le film raconte la vie, et a ainsi fortement influencé sa décision de combattre l'esclavage.

## Synopsis
Le film commence en 1797. William Wilberforce, gravement malade, se rend en vacances à Bath, Somerset, avec son cousin, Henry Thornton Wilberforce. C'est là que William est présenté à sa future épouse, Barbara Spooner. Bien qu'il résiste au début, elle le convainc de lui raconter sa vie.
Le récit de William le mène 15 ans auparavant, en 1782, et lui permet de faire le bilan des événements qui l'ont mené là où il se trouve aujourd'hui. Ambitieux et célèbre membre du Parlement (MP, député), William a été convaincu par ses amis William Pitt, Thomas Clarkson, Hannah More ainsi que par d'autres personnes de s'emparer de la dangereuse question de la traite négrière britannique. Cela l'a amené à devenir très impopulaire à la Chambre des communes parmi les députés représentant les intérêts de la traite négrière à Londres, Bristol et Liverpool.
William, épuisé et frustré de n'avoir pas été capable de changer quoi que ce soit au gouvernement, voit sa santé se dégrader (dans le film, il est dépeint comme souffrant de colite chronique), ce qui ramène son récit en 1797. Ayant presque abandonné tout espoir, William envisage de quitter définitivement la politique. 
Barbara le convainc de continuer à se battre, William étant le seul capable à ses yeux de mener à terme ce combat. Quelques jours plus tard, William et Barbara se marient.
William, animé d'une force et d'un espoir nouveaux, reprend la lutte contre la traite des esclaves où il l'avait laissée, aidé de Thornton, Clarkson et James Stephen. Après 20 ans de campagne et de nombreuses tentatives pour faire passer son texte, il est finalement responsable d'un projet de loi adopté par le Parlement en 1807, qui abolit la traite des esclaves dans l'Empire britannique.

## Fiche technique
- Titre : Amazing Grace
- Réalisation : Michael Apted
- Scénario : Steven Knight
- Musique : David Arnold
- Photographie : Remi Adefarasin
- Costumes : Jenny Beavan
- Montage : Rick Shaine
- Pays d'origine :  États-Unis,  Royaume-Uni
- Genre : Biopic, drame, historique et romance
- Durée : 118 minutes
- Sortie : 2006

## Distribution
- Ioan Gruffudd (VQ : Gilbert Lachance) : William Wilberforce
- Romola Garai (VQ : Karine Vanasse) : Barbara Spooner
- Benedict Cumberbatch (VQ : Marc-André Bélanger) : William Pitt le Jeune
- Albert Finney (VQ : Hubert Fielden) : John Newton
- Michael Gambon : Charles James Fox
- Rufus Sewell (VQ : Sylvain Hétu) : Thomas Clarkson
- Youssou N'Dour (VQ : Tristan Harvey) : Olaudah Equiano
- Ciarán Hinds (VQ : Luis de Cespedes) : Banastre Tarleton
- Toby Jones (VQ : François Sasseville) : William, Duc de Clarence
- Nicholas Farrell (VQ : Mario Desmarais) : Henry Thornton
- Sylvestra Le Touzel : Marianne Thornton
- Jeremy Swift (VQ : Thiéry Dubé) : Richard
- Stephen Campbell Moore (VQ : Jean-François Beaupré) : James Stephen
- Bill Paterson (VQ : Jean-Marie Moncelet) : Thomas Dundas
- Nicholas Day : Sir William Dolben
- Georgie Glen : Hannah More
- Hugh Allison